# Johann Peisker (Philologe)

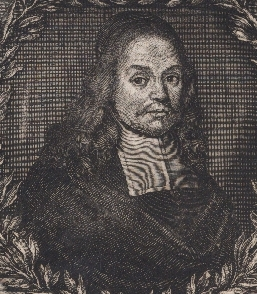
Johann Peisker

Johann Peisker (* 29. Juli 1631 in Langenbach (Pausa-Mühltroff); † 7. Februar 1711 in Wittenberg) war ein deutscher Lehrer und Dichter.

## Leben und Werk
Johann wurde als Sohn des Nicolaus Peisker und dessen Frau Maria (geb. Ninnig) geboren. Er hatte das Gymnasium in Gera besucht, wo er vom damaligen Rektor Johann Sebastian Mitternacht aufgenommen wurde. Neben diesem brachte ihn der damalige Konrektor Valentin Berger, die lateinische Sprache, griechisch, hebräisch und die Poetik bei. 1651 zog er an die Universität Leipzig, wo er die Vorlesungen von Hieronymus Kromayer, Friedrich Rappolt, Martin Geier, Johann Hülsemann und Johann Benedikt Carpzov besuchte. Durch Gönner unterstützt erhielt er 1654 eine Lehrstelle in Delitzsch.
Am 23. Februar 1659 immatrikulierte er sich an der Universität Wittenberg, wo neben August Buchner, Johann Erich Ostermann, Christoph Notnagel, Andreas Sennert, Michael Wendler und Michael Strauch seine philosophischen Studien unterstützten. Daneben frequentierte er Vorlesungen an der theologischen Fakultät bei Abraham Calov, Johann Andreas Quenstedt und Johann Deutschmann. Nachdem er sich 1659 den akademischen Grad eines Magisters der philosophischen Wissenschaften erworben hatte, wurde er 1669 Rektor des Gymnasiums (Lyceum) in Wittenberg.
Daneben befasste er sich unter anderem mit griechischer Grammatik und Poetik. Als Verfasser deutscher und lateinischer Gedichte erlangte er 1679 den Titel eines Poeta Laureatus. Außerdem stammen einige deutsche Kirchenlieder aus seiner Feder (u. a. „Siehe, liebste Seele...“). Nach seinem Tod hinterließ er eine große Bibliothek, deren Katalog postum publiziert wurde.
Peisker war zwei Mal verheiratet. Am 13. September 1670 heiratete er in Wittenberg Magdalene Trebeljahr (* 9. November 1650 in Wittenberg; † 14. Januar 1698 ebenda), die Tochter des kurfürstlichen Speisemeisters Martin Trebeljahr und seiner Frau Salome. Seine zweite Ehe ging er am 19. Oktober 1700 mit Elisabeth Hartmann, die Tochter des Delitzscher Chirurgen Esaias Hartmann ein.

## Deutschgesinnte Genossenschaft
1678 wurde Johann Peisker in die Deutschgesinnte Genossenschaft aufgenommen und zum „MitErtzschreinhalter“ (Mitverwalter des Archivs) ernannt. Unter seinem Zunftnamen „Der Ungemeine“ (d. h. der Besondere) erstellte er aus Informationen Philipp von Zesens ein nach Zünften und deren Zunftsitzen gegliedertes Verzeichnis aller zunächst bis 1685 in die Gesellschaft aufgenommenen Mitglieder. Nach von Zesens Tod 1689 führte er offenbar das Zunftbuch weiter, denn es erschien 1705 eine zweite Auflage des Verzeichnisses mit Ergänzungen weiterer Mitglieder, wodurch sich deren Gesamtzahl auf 207 erhöhte.

## Schriften
- Memoriae ... Othonis Praetorii, Sereniss. Elect. Sax. Historiographi, ac Poeseos Prof. Publ. longè celeberrimi ... Ipsô Exsequiarum Die, qui IIX. Martii Anni MDCLXIIX. eras ... acceptum. Wittenberg, 1668;
- Tabulae ad faciliorem grammatices graecae Wellerianae tractationem accommodatae. Wittenberg 1695 Glückstadt 1704.
- Institutio poetica, eaque universalis, decem tabulis inclusa. Glückstadt 1704.
- Der Hochpreiswürdigen Deutschgesinnten Genossenschaft Zunft-, Tauf- und Geschlechts-Nahmen, dabei der Ort, wo sie gebohren...angezeigt wird. 1. Aufl. 1685, 2. Aufl. Wittenberg 1705.[6]